# Brandon Mull

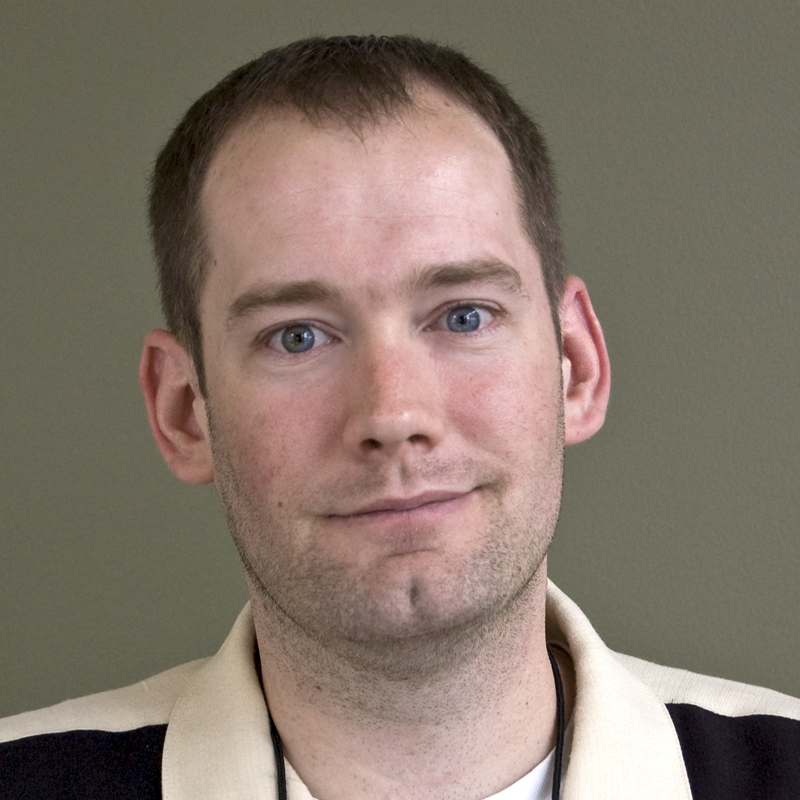
Brandon Mull

Brandon Mull is een Amerikaans auteur, die vooral bekend is van de fantasyreeks Fabelhaven. Zijn eerste jeugdboek verscheen in 2006 in het Engels. Twee van zijn boeken staan als optie opgegeven voor verfilmingen. Nu woont hij in Utah.

### Reeksen
- Fabelhaven - (Fablehaven)

1. Fabelhaven (2010) - (Fablehaven) (2006) (Filmoptie)
2. De Opkomst Van De Avondster (2010) - (Rise Of The Evening Star) (2007)
3. (Grip Of The Shadow Plague) (2008)
4. (Secrets Of The Dragon Sanctuary) (2009)
5. (Keys To The Demon Prison) (2010)
6. (Spirit animals)

In het Nederlands werd Fabelhaven na het tweede boek stopgezet, hoewel het derde nog wel aangekondigd werd. Uiteindelijk werd dat niet uitgebracht. Sindsdien heeft Mull ook het eerste boek geschreven van de reeks Spirit Animals, vertaald in het Nederlands als Vechten voor je Leven. De andere boeken werden door andere auteurs geschreven. Ook zijn reeksen Beyonders en Five Kingdoms werden niet vertaald. In 2016 begint in het Engels de reeks Dragonwatch, een vervolgreeks op Fabelhaven.
- Bibsys: 10067824
- Biblioteca Nacional de España: XX4903190
- Bibliothèque nationale de France: cb16181051z (data)
- Gemeinsame Normdatei: 1267428260
- International Standard Name Identifier: 0000 0001 2025 6060
- Library of Congress Control Number: n2006002424
- MusicBrainz: 32c77ecf-2db0-4aa6-9b2b-286e6a6eb033
- Nationale Bibliotheek van Tsjechië: xx0129648
- Nationale Bibliotheek van Israël: 987007515215805171
- Nederlandse Thesaurus van Auteursnamen: 326743642
- LIBRIS: 382522
- Système universitaire de documentation: 230678726
- Virtual International Authority File: 51107982
- WorldCat: E39PBJgxrW3Q3vfwKCMWyh67pP